# Изет Хајровић
Изет Хајровић (Бруг, 4. август 1991) је босанскохерцеговачки фудбалер. Игра на позицији крилног нападача.
Његов млађи брат Сеад је такође фудбалер.

## Успеси
Грасхопер
- Куп Швајцарске (1) : 2012/13.[5]

 Галатасарај
- Куп Турске (1) : 2013/14.[6]

 Динамо Загреб
- Прва лига Хрватске (4) : 2017/18,[7] 2018/19,[8] 2019/20,[9] 2020/21.[10]
- Куп Хрватске (2) : 2017/18,[11] 2020/21,[12] (финале: 2018/19)[13]
- Суперкуп Хрватске  (1) : 2019.[14]

 Босна и Херцеговина
- Кирин куп  (1) :  2016.[15]